# Rüde (Südschleswig)
Rüde (Südschleswig) este o comună din landul Schleswig-Holstein, Germania.